# United States Mint
L'United States Mint  (« la Monnaie des États-Unis ») est une agence indépendante du gouvernement des États-Unis qui produit et met en circulation les pièces de monnaie américaines.

## Histoire
L'organisme est créé par le Congrès des États-Unis par la loi du 2 avril 1792, le Coinage Act of 1792, tout en étant placé sous la tutelle du département d'État des États-Unis. Selon cette loi, le premier bâtiment de l'organisme devait se trouver dans la ville de Philadelphie, alors la capitale du pays. Ce fut d'ailleurs le tout premier bâtiment de la nouvelle fédération à être construit après la promulgation de la Constitution américaine.
La principale fabrique de pièces du pays se situe toujours à Philadelphie, mais l'organisme déploie aujourd'hui ses activités sur cinq autres sites : Denver dans le Colorado, San Francisco en Californie, West Point dans l'État de New York, Washington, D.C. et Fort Knox au Kentucky, chacun plus ou moins spécialisé dans un certain type de production. En 2006, l'organisme employait 1 845 personnes ; sa production annuelle fluctue entre onze et vingt milliards de pièces.
Son premier directeur fut le scientifique renommé David Rittenhouse. L'organisme devient une agence indépendante en 1799 et, en vertu d'une loi votée en 1873, elle passe sous la tutelle du département du Trésor des États-Unis.
Une loi autorise l'organisme à exiger 25 000 dollars de dommages et intérêts si son image est utilisée sans autorisation quelle que soit l'activité.

### Fabriques historiques
Après la création de l'organisme en 1792 à Philadelphie dans le bâtiment appelé « Ye Olde Mint », de nombreuses ateliers monétaires et succursales furent créés à travers le pays. Les pièces étaient déjà marquées d'une lettre distinctive permettant de retrouver l'atelier d'où elles étaient originaires :
- « C » pour la ville de Charlotte en Caroline du Nord ;
- « D » pour la ville de Dahlonega (proche d'Atlanta[4]) en Géorgie.

Charlotte et Dahlonega ne réalisaient que des pièces en or.
L'atelier de Charlotte ouvre le 2 juillet 1831 à la suite de découvertes d'or dans la région.
La succursale est victime de plusieurs incendies dans les années 1840 : celui du 27 juillet 1844 en particulier (que d'aucuns soupçonnèrent d'être consécutif à un cambriolage) provoqua de gros dégâts sur le matériel de frappe. De nouvelles machines durent être commandées à Philadelphie. Charlotte produisait des pièces en or et en argent avec des valeurs très variées.
Durant la guerre de Sécession, la plupart de ces succursales durent fermer leurs portes. Celle de La Nouvelle-Orléans (pièces marquées d'un « O ») ferma en 1861 et n'est rouverte qu'après sa reconstruction en 1879. Une fabrique est en service à Carson City dans le Nevada de 1870 à 1893 (pièces marquées « CC ») pour transformer en pièces le minerai d'argent découvert dans la région.
En 1920, une fabrique est installée à Manille, aux Philippines, alors sous domination américaine. Il s'agit de la seule fabrique de monnaie américaine à avoir fonctionné en dehors du continent américain. Les pièces étaient marquées d'un « M ». La production se fit de 1920 à 1922 et de 1925 à 1941.

## Fabriques actuelles

### Philadelphie

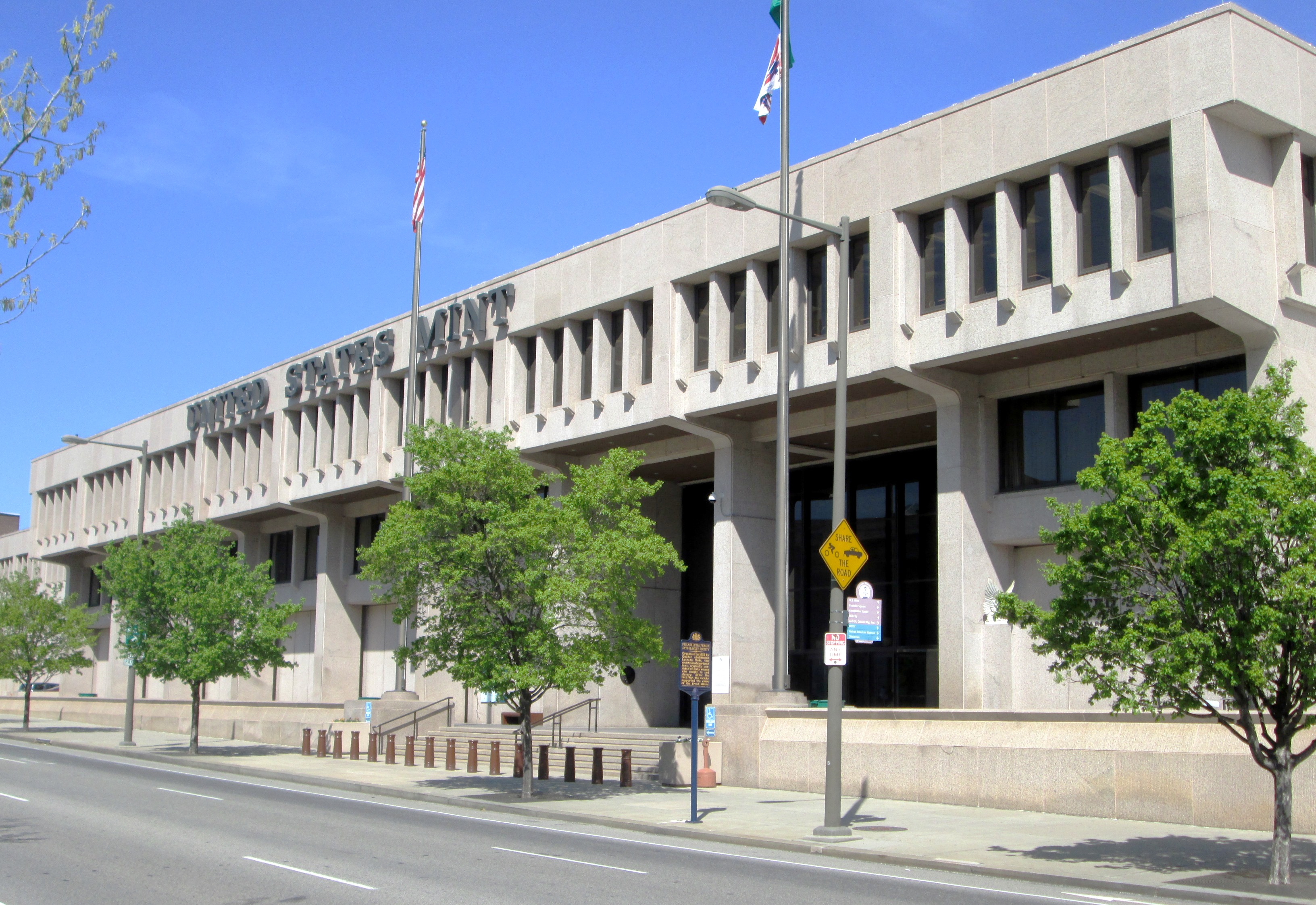
Bâtiment à Philadelphie.

Aujourd'hui, le plus grand atelier se situe toujours à Philadelphie. Les bâtiments actuels, les quatrièmes depuis le début, datent de 1969 et abritent également les services qui conçoivent les pièces de tout le pays. Jusqu'en 1980, les pièces frappées à Philadelphie ne portaient pas de marque distinctive, sauf pour la pièce de 1 dollar « Susan B. Anthony » et la pièce de 5 cents appelée en temps de guerre le « Jefferson nickel ». En 1980, la lettre « P » commença à être systématiquement apposée sur les pièces, sauf sur celles de 1 cent.
Aujourd'hui, la fabrique de Philadelphie produit essentiellement la monnaie de circulation courante.

### Denver

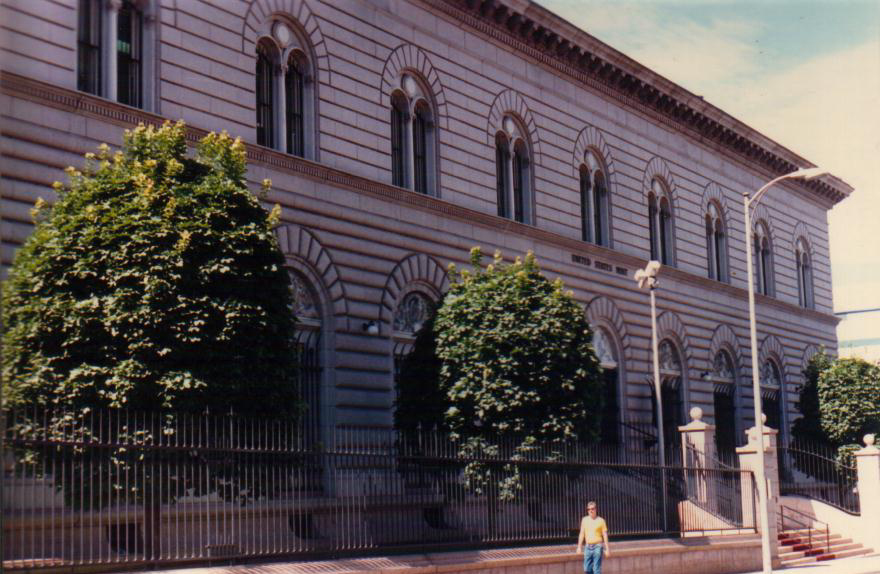
Bâtiment à Denver.

L'atelier de Denver ouvre ses portes en 1863, soit cinq ans après le début de la ruée vers l'or dans la région.
En 1900, la fabrique transformait pour plus de cinq millions de dollars d'or et d'argent par an grâce aux dépôts provenant des mineurs de la région. En 1906, une nouvelle fabrique fut ouverte. Les pièces sont marquées d'un « D ».
Aujourd'hui, la fabrique de Denver aussi produit essentiellement la monnaie de circulation courante.

### San Francisco
L'hôtel des monnaies de San Francisco ouvre ses portes en 1854 à la suite de la ruée vers l'or en Californie. Les pièces sont frappées d'un « S ». La fabrique eut de nouveaux bâtiments en 1874. Elle survécut au tremblement de terre de 1906, mais ferma en 1937. Un nouveau bâtiment fonctionna jusqu'en 1955, avant de rouvrir au milieu des années 1960.
La fabrique de San Francisco produit principalement les émissions de prestige : Proof sets, Silver Proof Sets

### West Point
Située non loin de l'Académie militaire de West Point, la succursale de West Point (New York) est la plus récente et la plus petite. Ouverte en 1937, le West Point Bullion Depository (pour les lingots), surnommé « The Fort Knox of Silver », ne servait que de dépôt monétaire et n'avait aucune activité de frappe. Cependant, à la suite de la spéculation sur le cuivre qui provoqua une pénurie de pièces de 1 cent sur le marché, on décida de transformer le dépôt en unité de production, qui démarra le 29 juillet 1974 : les cents y seront produits jusqu'en 1986. La production atteint son maximum en 1984 avec 2 036 215 000 pièces. Ce n'est pourtant que le 31 mars 1988 que la fabrique obtint le statut officiel de United States Mint.
En plus des cents, semblables à ceux de Philadelphie, la fabrique produit des pièces commémoratives et en métaux précieux, marquées d'un « W ». Parmi la production actuelle de West Point, on trouve les American Eagles (aigle) en platine, or ou argent (Bullion Coins) et les autres monnaies en or, comme le récent American Buffalo Gold Coin (bison) au titre de 0,9999. En raison de sa petite taille et des importants dépôts de métaux précieux qui y sont conservés, la succursale de West Point est soumise à de très strictes consignes de sécurité et n'a jamais été ouverte au public.

### Fort Knox
Bien qu'il ne s'agisse pas d'un atelier monétaire, le dépôt du trésor américain de Fort Knox dans le Kentucky appartient également à l'organisme. Il stocke d'énormes réserves d'or et d'argent des États-Unis, mais aussi d'autres pays.

### Washington, D.C.
Washington, D.C. abrite les services centraux et l'administration générale de l'organisme. Il n'y a pas d'activité de frappe monétaire.

## Activités
En plus de la production de la monnaie de circulation, l'United States Mint réalise et commercialise des médailles nationales, des pièces en or, en argent ou en platine, des collectors et des pièces commémoratives pour des événements particuliers. Cependant, elle ne fabrique aucun billet, qui sont eux imprimés par le Bureau de la gravure et de l'impression (Bureau of Engraving and Printing ou BEP).

## Graveur en chef
Le graveur en chef de la Monnaie des États-Unis est le plus haut fonctionnaire de la Monnaie.
C'est la personne chargée de la conception des pièces et de la gravure des matrices dans les quatre hôtels des monnaies des États-Unis. Le poste est créé par le Congrès avec la loi sur les pièces de monnaie de 1792, et placé au sein du département du Trésor qui produit les pièces de monnaie de circulation pour les États-Unis. En 1990, après la démission d'Elizabeth Jones, le poste de graveur en chef reste vacant et en 1996, avec la loi publique 104-208, il est aboli par le Congrès.
Le 3 février 2009, le directeur de la Monnaie, Edmund C. Moy, nomme John Mercanti au poste de graveur en chef. À la suite du départ à la retraite de Mercanti en 2010, le poste reste vacant jusqu'en février 2019, date à laquelle Joseph Menna y est nommé par David J. Ryder.